# قواعد هود
قواعد هود به دو قاعده هود در ریاضی گفته می‌شود که به صورت چندجمله‌ای نوشته می‌شود.

## بیان ریاضی قواعد هود

### قاعده اوّل هود
- قاعده اوّل هود:

اگر r ریشه مضاعف معادله چند جمله‌ای زیر باشد:
{\displaystyle a_{0}x^{n}+a_{1}x^{n-1}+...+a_{n-1}x+a_{n}=0}
و اگر {\displaystyle b_{0},b_{1},...,b_{n-1},b_{n}} اعدادی در گستره حسابی باشند در این صورت r نیز ریشه چندجمله‌ای زیر خواهد بود:
{\displaystyle a_{0}b_{0}x^{n}+a_{1}b_{1}x^{n-1}+...+a_{n-1}b_{n-1}x+a_{n}b_{n}=0}

### قاعده دوّم هود
- قاعده دوّم هود:

اگر x برابر a باشد در این صورت چندجمله‌ای زیر:
{\displaystyle a_{0}x^{n}+a_{1}x^{n-1}+...+a_{n-1}x+a_{n}}
یک مینیمم یا ماکزیمم نسبی دارد، در این صورت a ریشه معادله زیر است:
{\displaystyle na_{0}x^{n}+(n-1)a_{1}x^{n-1}+...+2a_{n-2}x^{2}+a_{n-1}x=0}